# Roberto Olivares Arellano
Roberto Olivares Arellano är en ort i Mexiko.   Den ligger i kommunen Santa María Jacatepec och delstaten Oaxaca, i den sydöstra delen av landet, 400 km sydost om huvudstaden Mexico City. Roberto Olivares Arellano ligger 73 meter över havet och antalet invånare är 187.
Terrängen runt Roberto Olivares Arellano är varierad. Runt Roberto Olivares Arellano är det ganska glesbefolkat, med 29 invånare per kvadratkilometer. Närmaste större samhälle är Tuxtepec, 19,7 km norr om Roberto Olivares Arellano. I omgivningarna runt Roberto Olivares Arellano växer i huvudsak städsegrön lövskog.